# スチルプノメレン
スチルプノメレン（英: stilpnomelane）は、褐色から黒褐色のフィロケイ酸塩鉱物。スティルプノメレンとも。光沢があり、一方向に完全な劈開を持つため黒雲母、緑泥石などと間違われやすい。
1827年にボヘミアから発見され、ギリシャ語の"στιλπνοζ" （輝く）と"μελανοζ"（黒）にちなみ命名された。
緑色片岩や藍閃石片岩などの低温で形成された変成岩に普遍的に出現する。日本では結晶片岩中に産し、スチルプノメレン片岩と呼ばれる岩石をなすことが多い。海外ではアメリカのミネソタ州、フィンランドのカレリア地方、ニュージーランドの西オタゴ地方などの縞状鉄鉱鉱床層などからも産する。
埼玉県長瀞町の虎岩はスチルプノメレン片岩であり、黒褐色のスチルプノメレンと白色の石英、方解石、曹長石が縞模様を為している様が虎の毛皮のようであることから名づけられたものである。この虎岩はかつては黒雲母片岩だと思われていたが、詳しい成分分析の結果、黒雲母片岩ではなくスチルプノメレン片岩であることが確認された。